# 攤丁入地
攤丁入地，又稱作攤丁入畝或地丁合一，屬於稅制改革，草創於中國明代，大體完成於清朝雍正帝統治時期，將中國實行兩千多年的人頭稅（丁稅）廢除，而併入田賦，從而將人力形式的地方稅收歸朝廷所有。

## 过程
中國自秦漢以來即有人頭稅的傳統，對於一個家庭中的人口，尤其是成年男子（人丁、丁男、丁壯）加以課稅，稱丁稅。此外，丁男多必須服行傜役。
明末張居正實行的一條鞭法是攤丁入畝的最初階段，規定免行徭役，以現金代替，並與田賦一起徵收，使稅賦徵收更為簡便，同時也減少了無田地者的負擔，部分地區亦有攤丁入畝的舉措，在當時稱為隨糧派丁、丁隨地派、丁隨田辦、田代丁編等。清康熙五十一年（1712年），康熙帝頒布了著名的「滋生人丁，永不加賦」詔，此詔令使得丁稅的數量成為定額，新增加的人口不必再負擔丁稅。
雍正帝則正式廢除丁稅，將康熙末年已經固定的丁稅數目，分攤入田賦，使得沒有田產的人可以不納稅賦。但這個政策在各地區實行先後不一，最早如廣東在康熙五十五年（1717年）即開始實行，大多數的行省在雍正四年（1726年）至七年（1729年）之間實行，少數邊地行政區如貴州、山西、臺灣等則到乾隆以後才實行，最晚的吉林在光緒八年（1883年）才完成了攤丁入地。
雍正帝雖將丁税并入田赋，差徭並未完全廢除。各地鄉村，差徭仍有按牛馬驴騾加派者，有按村庄保甲派者，有按户口科者，间亦有按地亩科者，依然徵發役夫。凡修葺城垣、官衙、公署、刑狱，皆派民營造，砖瓦、木料、土石, 皆派民供應。而大官过境，勒派民夫，多至千数百名，空腹守候。乾隆二十一年（1756年）有人求免差傜，乾隆驳斥说：“我朝百年以来，薄海编氓，从无公旬徭役，所有守夜、开沟、栽树、修堰等事，乃民间自为保护、相友相助之谊，如江西、湖广等省沿江堤堰，民间自为修防甚多，何得谓之差徭”。乾隆帝的意思是，這些並不是公家攤派的差傜，是民眾自發做功德，屬於民間的互助行為，不關公家的事。摊丁入地在乾隆初年打了很大的折扣，繼加徵火耗後，又變相加稅一次。在比如歲貢、衙門差役，明代歲貢為均傜銀差的一部分，均傜則是以丁為主，服務於官府內的經常性差事，均傜又分力傜與銀傜，力傜又稱力差，多由富戶應役，名目多為皂隸、獄卒、門子、馬伕、驛夫，由應役人親身應役，銀傜又稱銀差，多為貧戶應役繳納，以平衡負擔，名目為歲貢、馬匹、草料、工食、材薪、膳夫折價。另衙役也為均傜的一種，有些窮困府縣會徵發男丁為長期的衙役。但既已攤丁入畝，又與明代相同僅給工食費，相當不合理，亦成為清代吏治敗壞之最的因素之一。
攤丁入畝之後，有清一代仍要歲貢，如閩南、金門的貢糖，及安溪、臺灣鐵觀音、烏龍茶等、雲南普洱茶等各地貢茶、各地的名產或紡織品，往往被依照歲貢名義徵取，相當於對這些產業的從事者課稅。

## 影响
清朝這個政策的實行，一方面皇帝希望藉減少賦稅而展現「仁政」，一方面是清初人口大量增加，戶口難以掌握，造成按人口稅收計算增加困難，因此採行此方式以減少徵收所需成本。攤丁入地的實施，使得佃農沒有納稅負擔，而地主的負擔增加，對於中國人口的持續增加、減緩土地兼併、以及促进工業商業的發展有一定的作用。但與一條鞭法相同，「役歸於地」，一些商人、手工業者無田則無須履行賦役代金，結果「逐末者千金，而手不沾一役」。根據「黃宗羲定律」，清朝對食鹽徵收厘金，變相收取人頭稅，在鹽稅正課外，增加鹽厘及鹽稅附加，明代萬曆年間鹽課240萬兩，而清光緒年間，鹽課、鹽厘總數為1,300餘萬兩。